# 鳳鳴福德宮
24°58′12″N 121°19′53″E / 24.970044°N 121.331374°E
鳳鳴福德宮，位於臺灣新北市鶯歌區鳳鳴里，原位於鶯桃路668巷底，因鳳鳴重劃區計畫而有四次拆遷。

## 沿革
鳳鳴福德宮在台灣日治時期原位於鶯桃路668巷底，1979年信徒無償提供土地後擴大成百坪，土地卻沒有過戶作廟產。
2010年，鳳鳴里土地重劃，廟遷往龍三路與鳳山路口的公園用地。當時承包商政大土地重劃工程顧問公司以四號公園預定地為公家為由，為保存歷史文化才將此廟遷到該地。地方陳情後，新北市都委會答應若廟方能合法登記、取得土地、申請建照、並獲公園主管單位同意，就能讓鳳鳴福德宮設在公園內。
2013年，廟身二遷到鳳福里龍一路，引起數百位信眾聯署要求遷回鳳鳴里。時任鶯歌區長洪見文承諾，將鳳鳴福德宮搬到鳳鳴里的公園預定地。

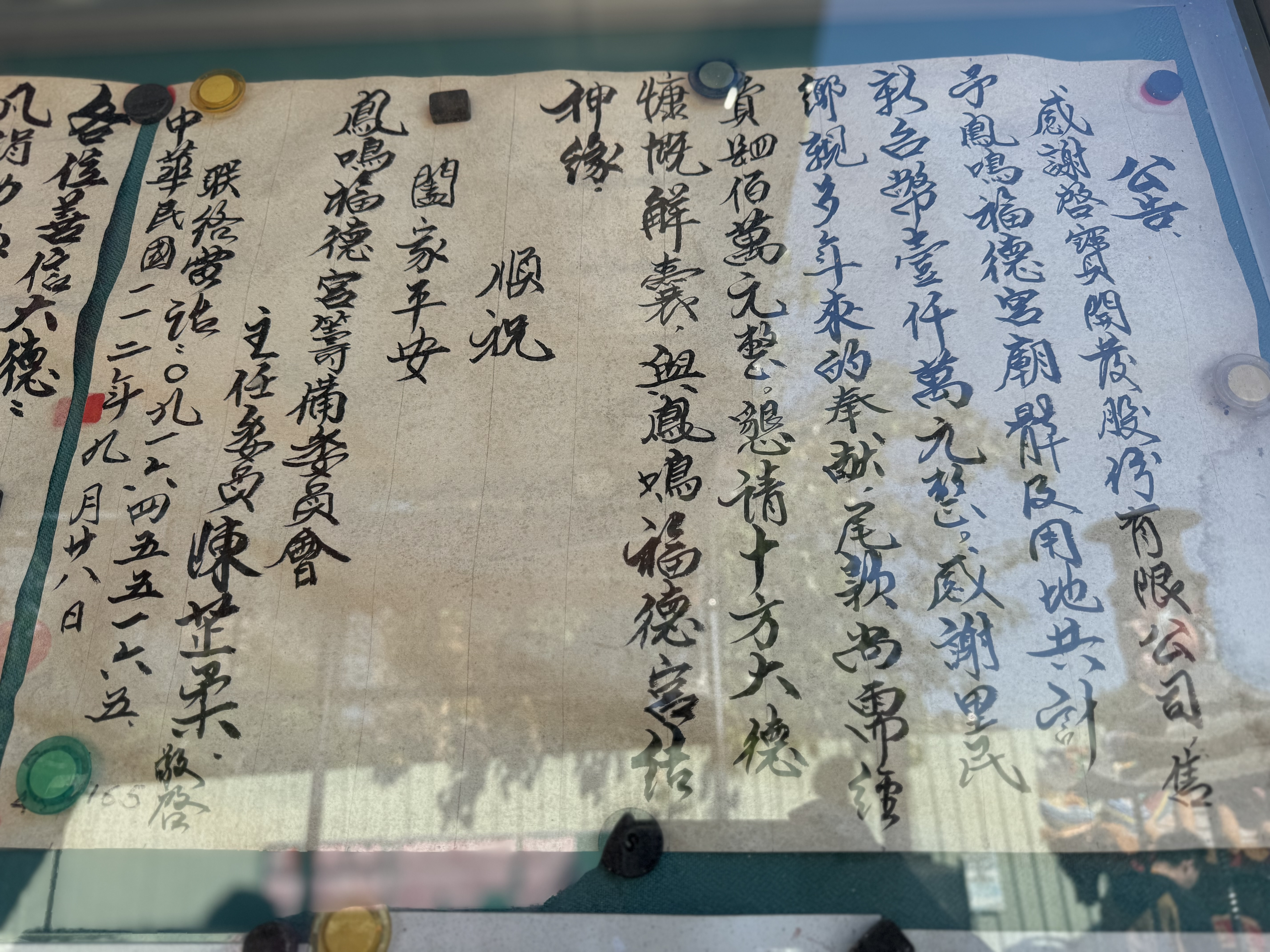
鳳鳴福德宮購地公告

2018年，廟宇三遷至鳳鳴里鳳三路與龍三路口的公園用地，旋遭檢舉。2019年3月22日，新北市府工務局強制拆除。
之後，依廟方公告，已向啓寶開發公司購地，作第四次遷移。